# Jōyō

Jōyō (城陽市 Jōyō-shi?) este un municipiu din Japonia, prefectura Kyoto.